# Chris Fehn
Christopher Michael Fehn (Des Moines, 24 de febrero de 1973) es un músico estadounidense, conocido por haber sido uno de los dos percusionistas de la banda Slipknot.

## Biografía
Nació el 24 de febrero de 1973, en Ankeny, Iowa. Durante el colegio jugaba en un equipo de fútbol americano. Cuando era joven trabajaba en un Burger King. Antes de Slipknot tocaba la batería en una banda llamada shed.
Se integró a Slipknot antes de que lanzaran su primer álbum homónimo (Slipknot). Es el miembro más gracioso de la banda y en ocasiones solía fingir masturbar la nariz de su máscara. Él también hacía los coros de fondo junto a Shawn Crahan. Es el que vomita en la canción "Eeyore"; y Shawn dijo que esa era su "bienvenida" a la banda.
En el verano de 2006 jugó con Jim McMahon de Chicago Bears un partido de golf. Se les puede ver jugando en el DVD Voliminal: Inside the Nine y en  YouTube.
Chris ha dicho que el golf lo ayuda a desestresarse.

#### Datos curiosos
- Cuando la banda no está de gira, trabaja como pintor, carpintero y electricista.

- Tiene tatuada la estrella de 9 puntas en su codo.

- En el Download Festival 2009 durante la canción "The Blister Exists" se le cayó el redoblante en el momento de salir a tocar él solo, a lo cual reaccionó lanzando el instrumento al público.

#### Polémica por demanda a Slipknot
Tras anunciar una demanda por temas económicos en contra de Slipknot, el 18 de marzo de 2019 el grupo anunció su expulsión en un comunicado publicado en la página oficial de la agrupación.

## Vida personal y carrera
Fehn nació en Des Moines y se crio en Ankeny, Iowa, al norte de Des Moines. Antes de unirse a Slipknot, jugó como pateador en el equipo de Fútbol de la Universidad Estatal Wayne.
Fehn se unió a la banda alrededor de abril de 1997, reemplazando al percusionista Brandon Darner, quien solo tocó en un show, y que a su vez reemplazó al percusionista Greg Welts, quien fue obligado a salir de Slipknot debido a conflictos personales con el baterista Joey Jordison.
Además de prestar su talento a la banda de percusión, Fehn también ha cantado los coros en una serie de canciones de Slipknot que se han grabado e interpretado en vivo.
Fuera de Slipknot, Fehn es un golfista muy entusiasta, y esto quedó evidenciado en el DVD de la banda en 2006 Voliminal: Inside the Nine, donde es entrevistado mientras juega golf. Fehn se describe como un "gran fan de la banda" y ha dicho de Slipknot, "el mundo necesita algo como esto".

## Máscara
El diseño de su máscara originalmente fue hecho por el ex-percusionista Brandon Darner, a quien reemplazó en la banda.
La máscara que usa tiene una gran nariz de 16 cm, como la de Pinocho. También es parecida a la que usaban los médicos de la Peste negra. En total tiene 5 tipos de máscaras, la más conocida es una de cuero bronceada que usaba regularmente en los viajes y en los videos del álbum Iowa.
Otra máscara muy conocida es una roja que usó en la gira del disco Subliminal Verses. En un tour, entre bastidores él dijo: "La máscara representa mi personalidad cómica. La elegí por el factor de "bondage" (BDSM). Pero cuando te la pones, te lleva a otro lugar, es muy apretada, caliente y lastima, lo que va con la agresividad del grupo". También dice que se genera un olor muy fétido con la máscara. El último tipo lo creó para el álbum All Hope Is Gone; esta máscara le deja el pelo suelto y usa un tono grisáceo. Para 2009 se taparía el pelo. Ya para el Memorial World Tour utilizó la máscara de Iowa. Para el 2013 su máscara se parece a la del álbum All Hope Is Gone, pero el color de la máscara tendría un tono verde. Finalmente, durante la época del álbum The Gray Chapter utiliza una máscara idéntica a las anteriores; el único detalle es que en vez de utilizar cuero utiliza una con un tono metálico.

## Discografía
Con Slipknot
- 1999: Slipknot
- 2001: Iowa

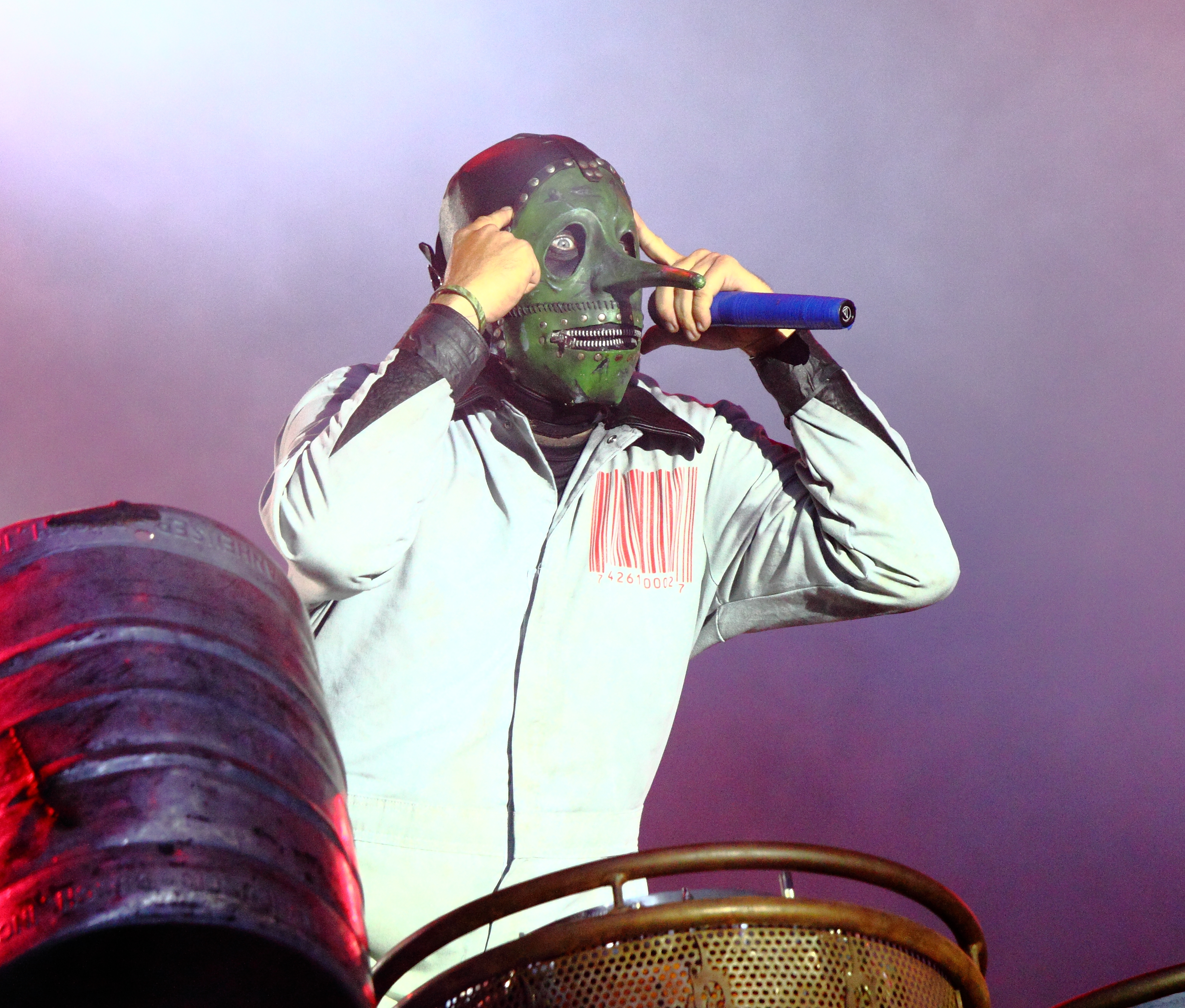
Chris Fehn con máscara.

- 2004: Vol. 3: (The Subliminal Verses)
- 2005: 9.0 Live
- 2008: All Hope Is Gone
- 2014: 5: The Gray Chapter

Con Will Haven
- 2011: Voir Dire

## Filmografía
- 1999: Welcome to Our Neighborhood
- 2002: Disasterpieces
- 2002: Rollerball
- 2006: Voliminal: Inside the Nine
- 2008: Nine: The Making of "All Hope Is Gone"
- 2009: Of the (sic): Your Nightmares, Our Dreams
- 2010: (sic)nesses